# Вија Пијана (Рим)
Вија Пијана је насеље у Италији у округу Рим, региону Лацио.
Према процени из 2011. у насељу је живело 20 становника. Насеље се налази на надморској висини од 622 м.